# Frank Lenart
Frank Lenart (* 31. Dezember 1955 in Los Angeles) ist ein deutscher Schauspieler, Synchronsprecher, Synchronregisseur und Dialogbuchautor.

## Herkunft
Lenarts Eltern sind Renata geb. Oppenheimer und Ernest Lenart, einer seiner Großväter ist Franz Oppenheimer, ein Onkel Ludwig Yehuda Oppenheimer.

## Karriere
Als Schauspieler übernahm Lenart Rollen u. a. in den Filmen Die unendliche Geschichte und Das Geisterhaus sowie in der Fernsehreihe Tatort. Als Synchronsprecher war er u. a. in den Filmen Die Asche meiner Mutter, Der König der Löwen und Findet Nemo zu hören. Als Dialogbuchautor schrieb Lenart u. a. die deutschen Texte für die Filme Aladdin und Hercules.

## Filmografie
- 1974: Ein Haus für uns (Fernsehserie, eine Folge)
- 1976: Das Brot des Bäckers
- 1977: Achsensprung (TV)
- 1978: Meine dicke Freundin (TV)
- 1979: Was wären wir ohne uns (TV)
- 1979–1983: Aktenzeichen XY … ungelöst (Fernsehserie, zwei Folgen)
- 1980: Der Fall Walrawe (TV)
- 1981: Klavierspiele (TV)
- 1981: Derrick (Fernsehserie, Das sechste Streichholz)
- 1982: Die unsterblichen Methoden des Franz Josef Wanninger (Fernsehserie, eine Folge)
- 1984: Die unendliche Geschichte
- 1984: Weltuntergang (TV)
- 1984: Tatort: Heißer Schnee (Fernsehreihe)
- 1984: Tiere und Menschen (Fernsehserie)
- 1984: Alte Sünden rosten nicht (TV)
- 1985: Big Mäc
- 1985: A Song for Europe (TV)
- 1985: Flammenzeichen
- 1986: Lebenslänglich – ganz ohne Gnade (TV)
- 1987: Der Stein des Todes
- 1989: Gummibärchen küßt man nicht
- 1990: Blaues Blut (Fernsehserie, eine Folge)
- 1990: Eine Frau namens Harry (auch Drehbuch)
- 1990: Die unendliche Geschichte II – Auf der Suche nach Phantásien (The Neverending Story II: The Next Chapter)
- 1993: Das Geisterhaus (The House of the Spirits)

## Synchronarbeiten (Auswahl)

### Filme
- 1990: Peterchens Mondfahrt als der blinde Zufall
- 1994: Brent Hinkley in Ed Wood als Conrad Brooks
- 1994: Cheech Marin in Der König der Löwen als Banzai
- 1995: Ice Cube in Friday als Craig Jones
- 1999: Les Doherty in Die Asche meiner Mutter als Mr O’Dea
- 2003: Joe Ranft in Findet Nemo als Jacques
- 2004: Cheech Marin in Der König der Löwen 3 – Hakuna Matata als Banzai

### Serien
- 1971–1974: Terry Gilliam in Monty Python’s Flying Circus als diverse
- 1975: Michael Hordern in Paddington Bär als Paddington Bär
- 1988–1989, 2009: Bryan Genesse in Reich und Schön als Rocco
- 1992–1993: Pat Fraley und Michael Gough in Käpt’n Balu und seine tollkühne Crew als Wildkatz und Oberst Kübel
- 1993–1999: Doug Savant in Melrose Place als Matt
- 1995–1999: Rob Paulsen in Abenteuer mit Timon und Pumbaa als Banzai
- 2000: Peter Linz in Der Bär im großen blauen Haus als Tutter